# WRC: Rally Evolved
WRC: Rally Evolved (también conocido como WRC 5 o simplemente WRC 2005) es un videojuego de carreras para PlayStation 2 y se lanzó solo en Europa el 28 de octubre de 2005. Es el quinto juego de rally en obtener la licencia oficial del FIA World Rally Championship y el último en ser desarrollado por Evolution Studios. El juego se basa en la temporada 2005 del WRC.

## Jugabilidad
Rally Evolved es una actualización significativa de la serie. Un cambio notable es el motor de "evento aleatorio" en el juego, que crea riesgos aleatorios que el jugador debe navegar mientras conduce el curso. Estos eventos aleatorios pueden ser desde caídas de rocas desde acantilados arriba, animales en la pista o incluso ríos o tuberías que derraman agua en la superficie de la carretera, haciéndola resbaladiza. Sin embargo, algunos eventos aleatorios son una ventaja para el jugador, otros conductores (IA) están en el curso (aunque esto es raro ya que esto no es una ocurrencia común en el WRC real), y el jugador puede pasarlos (por lo tanto, superarlos en el curso). Además, el copiloto mantiene a los jugadores actualizados sobre otros autos, y ocasionalmente otros autos chocan y se retiran del rally (los jugadores a menudo pueden detectar autos destrozados o volcados en la pista, junto con los copilotos que advierten a los autos que vienen).
WRC: Rally Evolved también presenta nuevos juegos de autos, incluidos los vehículos "Históricos", esencialmente los autos del Rally Grupo B altamente sintonizados, como el Ford RS200, el Renault 5 Turbo y el Peugeot 205 Turbo 16 E2. En una carrera rápida, el jugador jugará una etapa seleccionada al azar con un coche y un conductor seleccionados al azar. Durante la carrera, el jugador tendrá que vencer una contrarreloj (aunque esto no es necesario para avanzar en el juego). El objetivo de tiempo será el tiempo en el juego en el primer intento. Si lo golpean, el objetivo de tiempo será el mejor personal con una clase de automóvil específica. El modo Campeonato le permite al jugador jugar la temporada 2005 WRC. El jugador puede elegir entre un calendario de la vida real, que sigue el calendario de la temporada del WRC 2005, o un calendario de la vida no real, donde el jugador puede elegir los países para jugar en un orden deseado. El modo Campeonato finaliza cuando se juegan los 16 países, pero el jugador puede dejar de jugar después de cualquier país, ya que el juego se guarda una vez que cada país termina. El jugador puede jugar las tres etapas en un país, pero normalmente el jugador tendrá que comprar el escenario para jugar en otros modos.
En un solo rally, el jugador jugará las tres etapas en un país seleccionado. A diferencia de la carrera rápida, en una sola etapa el jugador jugará una etapa de su propia elección. El jugador también puede seleccionar coche y conductor. En el cruce de rally, el jugador jugará contra tres oponentes generados por AI en un curso SSX de cualquiera de los países. El objetivo es terminar primero en una pista circular con todas las clases de automóviles. En el desafío histórico, el jugador tiene que correr en una pequeña parte de un escenario para superar un tiempo específico. El jugador tendrá que elegir entre seis coches y competir primero por el bronce, luego por la plata y el oro.

## Recepción
El juego recibió revisiones "favorables" según el sitio web de agregación de reseñas Metacritic.